# Rodrigo Cara
Rodrigo "Cebolla" Cara (Godoy Cruz, Mendoza; 27 de junio de 1990 - Mendoza; 17 de diciembre de 2016) fue un músico y cantante de rock argentino. Era el vocalista del grupo mendocino La Skandalosa Tripulación.

## Carrera
Cebo o Cebollita como lo apodaban, fue un ilustre músico trombonista y cantante mendocino, que fue durante varios años el líder del grupo La Skandalosa Tripulación. Este grupo fue fundado en 2005 y refundado en el 2010. Con dos discos de estudio, Que gire (2012) y Tal cual somos (2014), un DVD, dos videoclips oficiales e innumerables presentaciones en vivo por Argentina y otros países, la banda se consolidó en la escena musical.
Estudió en el Colegio Integral Del Huerto (Godoy Cruz) en donde conoció a Martín Brkljacic, Bruno Potenzone y Nicolás Riquero con quienes fundaron el famoso grupo con fusiones de ska, reggae, punk y rock latino . Luego se fueron sumando otros integrantes como Guillermo Levis , Sebastián Sosa, Leandro Yayo Alcaraz, Mauro Ferrari y Agustina Gitana Romano.
Temas como Persiguiendo al río  y En el espacio, a los cuales el le puso su característica voz, fueron verdaderos hits en su provincia. Su última actividad fue en el 2016 con el DVD En La Nave.
Sus dos discos han sido presentados en más de 30 Ciudades de Argentina Y Chile, y ha compartido escenario con bandas de nivel nacional e internacional como SKA- P (Banda Soporte en Ferro, 2013), Vendetta (País Vasco), Kapanga, Los Caligaris, Zona Ganjah, Natty Combo, Resistencia Suburbana, Chico Trujillo (Chile), Banda Conmoción (Chile), Arbolito, Jauría, Karamelo Santo, El Otro Yo, Fauuna, Miss Bolivia, y La Bomba de Tiempo, entre muchos más.
Rodrigo Cara falleció el 17 de diciembre de 2016 con 26 años víctima de un cáncer.

## Viaje
El 27 de junio de 2017 (día de su cumpleaños), fue lanzado su disco solista "Viaje". Este disco fue producido en su memoria y contiene canciones grabadas con voces rescatadas de grabaciones caseras, preproducciones y canciones grabadas en un show íntimo en su casa de Perdriel (Mendoza, Argentina) , el 4 de diciembre de 2016. 
Todos las canciones fueron compuestas por Rodrigo Cara, a excepción de Dulce Día, letra por Uma Retamar y Mario Musicart.
Tracks 1, 3, 4, 5, 6, 7, 8, 9, 10 grabados y mezclados por Nicolás Riquero y Fede López entre febrero y junio de 2017, en Fader Records (Mendoza, Argentina).
- Tracks 2, 11 y 12 grabados por El Cebo en su casa.
- Tracks 13 a 18 grabados en “Poder Perdriel”, show para familia y amigos en casa de El Cebo, el 4 de diciembre de 2016. Grabado por Fader Técnica, Fede López y Martín Brkljacic.
- Track 19 Grabado, mezclado y producido por Mario Musicart y Rodrigo Cara.
- Track 20 Grabado por El Cebo, enviados por él al grupo de WhatsApp de La Skandalosa Tripulación.[cita requerida]

## Discografía
- Que gire (2012):
  - Persiguiendo al río
  - Punto cero
  - Por la ruta del sol
  - Contaminería
  - Del monte al mar
  - Estalla una guerra
  - Pensando solo en olvidar
  - Remolinos
  - Verte
  - Himno a la recortada
  - Un sol para mi ciudad
  - La tripulación

- Tal cual somos (2014)
  - Tal Cual Somos
  - En el espacio
  - 'Otra ronda
  - Hoy más que ayer
  - La calle
  - Te diste cuenta
  - Solo
  - En este tiempo
  - Quisiera saber
  - Ventanitas
  - Compadre del sol
  - Niño fiesta

- Viaje (2017)
  - Calma primavera
  - Hip love (Bienvenida)
  - Hoy te voy a hablar
  - Haciendo fiesta
  - De tan sincero
  - La decisión
  - Jodido
  - La topadora
  - Gira Loca
  - A Mariana
  - Se vos
  - Se ha de ir
  - La mañana
  - La piedras
  - Pajero
  - Reggae con amor
  - A Rita
  - Volver a ser
  - De tan Sincero
  - Dulce Día
  - Embajada Cuyana / Alta Birra